# Telesierra
 Telesierra era un grup de cadenes de televisió local, anomenades Telesierra, Cub TV (en emissió), MX Local i La Movida local o Canal 47, què va emetre per a tot Espanya fins al 2005, per la detenció del seu propietari Rodrigo del Campo Cobo.

## Història
La cadena va començar a emetre el 1995, a través d'unes antenes col·locades al xalet de la família Campo. El govern va decretar que no es podia emetre d'aquesta manera i va intentar tancar-la. Uns dies després, el seu propietari va començar a emetre des d'uns estudis de l'ex-cadena TVL. Aquesta televisió emetia les 24 hores del dia, emetent continguts pornogràfics, concursos i vidència. La família Campo guanyava molts diners a través d'aquesta cadena. Però es va destapar la veritat l'any 2004.

### La investigació sobre Telesierra
El 2004, el programa "Siete días, siete noches" d'Antena 3 va decidir investigar aquesta cadena a través d'una persona que va deixar el treball en Telesierra. Aquesta persona va anar al programa a dir la veritat. I es va descobrir tot. Utilitzaven un sistema d'estafes telefòniques, aprofitant-se dels alts preus dels números 806, i sense passar cap trucada a directe. El mètode era el següent:
- 1 - Un robot agafava les dades
- 2 - Deixaven la persona esperant 30 minuts, què és el màxim de temps establert per la llei d'Espanya sobre les trucades 806. I després penjaven.

Per dissimular que les trucades no es passaven a directe, eren els mateixos treballadors els que passaven a directe i deien falses respostes, incoherents i absurdes. Quan s'arribava al màxim de trucades al final del programa, no es finalitzava, sinó que seguia, fins que baixaven les trucades al mínim i un de dins deia la resposta. Així la família "del Campo" obtenia grans beneficis a costa de 20 treballadors que cobraven 600 euros al mes.

### La detenció de Rodrigo del Campo
El 2005, la policia va aconseguir detenir Rodrigo i portar-lo a la presó. Campo va pagar la fiança, i va seguir emetent per Cubo TV, Movida local i MX Local.

## Actualitat
Actualment han sorgit noves televisions d'aquest tipus (call TV), algunes per satèl·lit, o per la televisió terrestre espanyola, generalment amb producció de Telemedia (Hongria).